# Administración de la cadena de suministro

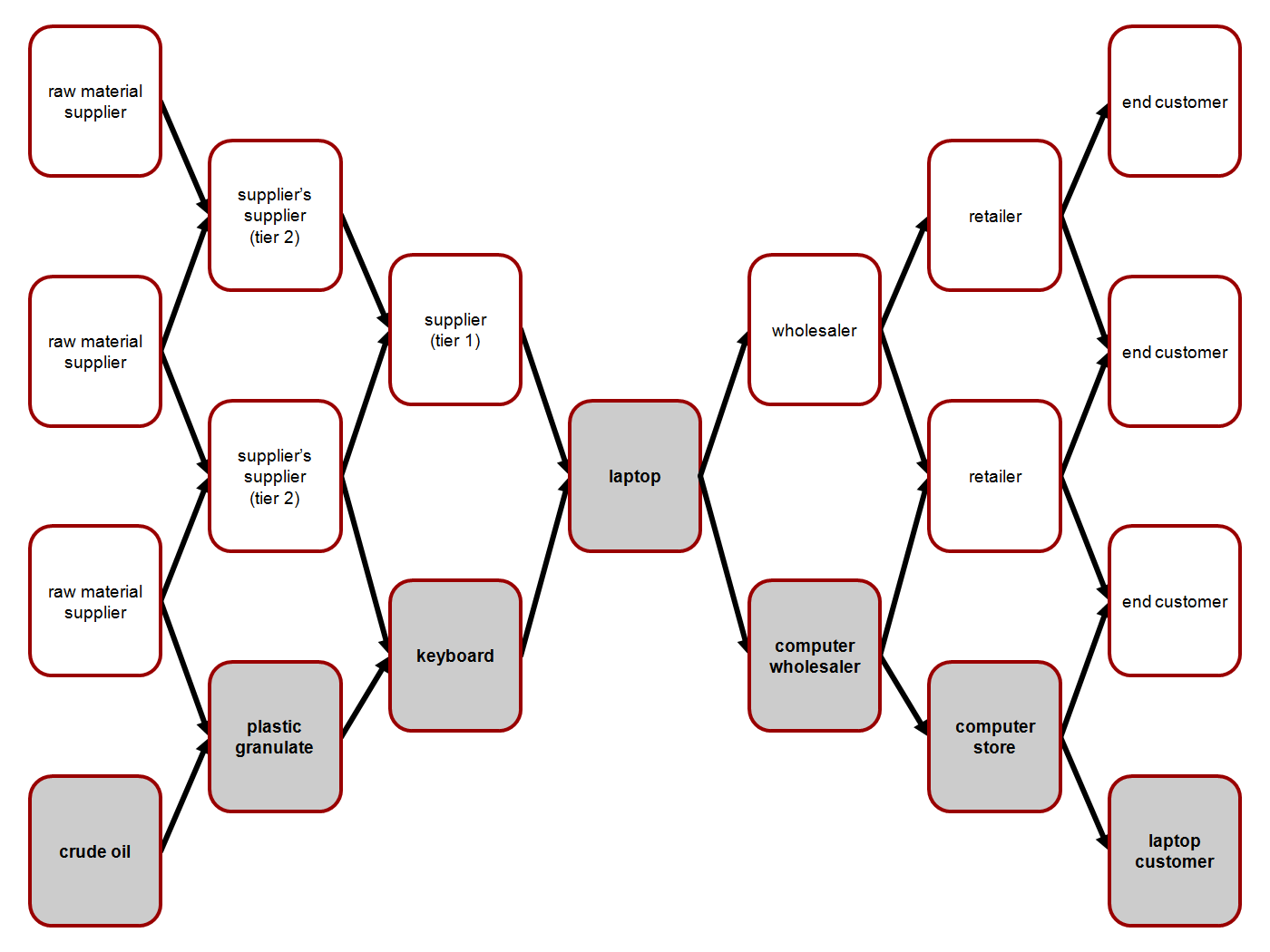
La cadena de suministro es un sistema complejo y dinámico. (cf. Wieland/Wallenburg, 2011)

La administración de la cadena de suministro (en inglés, Supply chain management, SCM) es el proceso de planificación, puesta en ejecución y control de las operaciones de la cadena de suministro con el propósito de satisfacer las necesidades del cliente con tanta eficacia como sea posible. La gerencia de la cadena de suministro atraviesa todo el movimiento y almacenaje de materias primas, el correspondiente inventario que resulta del proceso, y las mercancías acabadas desde el punto de origen al punto de consumo. La correcta administración de la cadena de suministro debe considerar todos los acontecimientos y factores posibles que puedan causar una interrupción.
Algunos expertos distinguen entre la gerencia de la cadena de suministro y a la gerencia de la logística, mientras que otros los consideran términos intercambiables. Desde el punto de vista de una empresa, el alcance de la primera está limitado, en lo relativo a los recursos, por los abastecedores de su proveedor, y en el lado del cliente, por los propios contratistas.

## Logística y cadena de suministros
La logística es la parte del proceso de la cadena de suministros que planea, lleva a cabo y controla el flujo y almacenamiento eficientes y efectivos de bienes y servicios, así como de la información relacionada, desde el punto de origen hasta el punto de consumo, con el fin de satisfacer los requerimientos de los clientes. 
La administración de la cadena de suministros encierra la esencia de la logística integrada, enfatiza las interacciones de la logística que tienen lugar entre las funciones de marketing; logística y producción en una empresa, y las interacciones llevadas a cabo entre empresas independientes dentro del canal de flujo del producto. Las oportunidades para mejorar el costo o el servicio al cliente se alcanzan mediante la coordinación y colaboración entre los miembros de los canales de flujo. 
Según Mentzer, la administración de la cadena de suministros se define como la coordinación sistemática y estratégica de las funciones tradicionales del negocio y de las tácticas a través de estas funciones empresariales dentro de una empresa en particular, y a través de las empresas que participan en la cadena de suministros con el fin de mejorar el desempeño a largo plazo de las empresas individuales y de la cadena de suministros como un todo.
En muchos aspectos la logística y administración de la cadena de suministros promueven la misma misión: “Llevar los bienes o servicios adecuados al lugar adecuado, en el momento adecuado y en las condiciones deseadas, a la vez que se consigue la mayor contribución a la empresa”.

## Origen del término
En 1982 el consultor de Booz Allen Hamilton, Keith Oliver, introdujo el término "Administración de la Cadena de Suministro" al dominio público en una entrevista para la publicación "Financial Times". Más de una década después, a mediados de la década de los 1990s, el término "Administración de la Cadena de Suministro" obtuvo notoriedad debido a la gran cantidad de publicaciones sobre el tema motivadas por la proliferación de la implementación de herramientas tecnológicas, el Comercio electrónico y la Reingeniería de procesos. La "Administración de la Cadena de Suministro" se definió entonces como la integración de procesos de negocio clave, desde el usuario final a los proveedores primarios que proporcionan productos, servicios e información que agregan valor a los clientes y otras partes interesadas.

## Áreas
La administración de la cadena de suministro debe tratar los siguientes problemas:
- Configuración de una red de distribución: número y localización de proveedores, instalaciones de producción, centros de distribución, almacenes y clientes.
- Estrategia de la distribución: centralizado contra descentralizado, envío directo, muelle cruzado, tire o empuje de las estrategias, logística de terceros.
- Información: integra los sistemas y los procesos a través de la cadena de suministros para compartir la información valiosa, incluyendo señales de demanda, pronósticos, inventario y transporte.
- Gerencia de inventario: cantidad y localización del inventario incluyendo las materias primas, productos en proceso y mercancías acabadas.

## Actividades
La resolución de los problemas de la cadena de suministro implica a los niveles estratégicos, tácticos y operacionales de actividades. 
Las actividades que se dirigen para conformar la logística de los negocios varían de una empresa a otra pero, los componentes de un sistema típico de logística son: servicios al cliente, pronóstico de la demanda, comunicaciones de distribución, control de inventarios, manejo de materiales, procesamiento de pedidos, apoyo de partes y servicio, selección de la ubicación de fábricas y almacenamiento, compras, embalaje, manejo de bienes devueltos, eliminación de mercaderías aseguradas rescatadas y desperdicios, tráfico y transporte, almacenamiento y provisión.
ACTIVIDADES CLAVE: están en la curva “crítica” dentro del canal de distribución física inmediata de una empresa. Son las que más contribuyen al costo total de la logística o son esenciales para la coordinación efectiva y para completar la tarea logística.
- Los estándares de servicio al cliente, fijan el nivel de rendimiento y grado de rapidez al cual debe responder el sistema de logística. Los costos se incrementan en proporción al nivel suministrado de servicio al cliente.
- Transporte: actividad que absorbe mayores costos. Añade valor de lugar a los productos y servicios.
- Manejo de inventarios: actividad que absorbe mayores costos. Añade valor de tiempo. Sirven como amortiguadores entre la oferta y la demanda, porque permite mantener la disponibilidad de producto necesitado para el cliente, a la vez que haya flexibilidad de producción y distribución del producto.
- Flujos de información y procesamiento de pedidos: actividad que desencadena el movimiento del producto y la entrega del servicio. Sus costos son menores comparados al transporte o manejo de inventarios.

ACTIVIDADES DE APOYO:
- Almacenamiento
- Manejo de materiales
- Compras
- Embalaje de protección
- Cooperación con producción y operaciones
- Mantenimiento de información

### Táctico
- Contratos de sourcing y otras decisiones de compra.
- Decisiones de la producción, que incluyen la contratación, la localización y la definición del proceso de planificación.
- Decisiones del inventario, que abarcan la cantidad, la localización y la calidad del inventario.
- Estrategia del transporte que compete a la frecuencia, las rutas y la contratación.
- Benchmarking de todas las operaciones contra competidores y la implementación de mejores prácticas a través de la empresa.

## El efecto "Bullwhip" o efecto "Látigo"
Una nueva teoría sugiere que el problema de la gerencia de la cadena de suministros se ha centrado en el proveedor en lugar de centrarse en el consumidor. Usando la analogía de una autopista sin peaje, el teórico Carlos Daganzo, del Instituto de Estudios del Transporte en Berkeley encontró que las faltas en la cadena de suministros tienden a ser causadas por los embotellamientos en el extremo del consumidor de la misma, que causó los efectos en toda la cadena hasta el proveedor (el efecto Bullwhip). 
La estrategia de inventario denominada " justo a tiempo" es un ejemplo de una estrategia que trata este problema de la gerencia de la cadena desde la fuente, pero no es, por supuesto, aplicable en todos los niveles de la demanda.

## Gestión de Repuestos
El inventario representa un componente esencial y costoso en las operaciones de servicios. Con el fin de lograr un rendimiento óptimo mientras mantiene los costos bajos, las organizaciones deben equilibrar cuidadosamente los niveles de existencias, ubicaciones de stock, repuestos y los niveles de servicio y mucho más.

## El modelo SCOR de gestión de la cadena de suministro
El modelo SCOR (Supply Chain Operations Reference model, SCOR-model) es una guía para la planificación, análisis y definición de los procesos necesarios en cadenas de suministro. Dicho modelo fue desarrollado en 1997 por el Supply-Chain Council (SCC), posteriormente fusionado con APICS.
SCOR propone la utilización de tres niveles para definir progresivamente las actividades dentro de la cadena de suministro, lo que nos permite analizar y establecer claramente el proceso de SCM dentro de una empresa. SCOR se ha convertido en el modelo más utilizado y por tanto en el estándar en planificación de cadenas de suministro. Gracias a este hecho es posible determinar fácilmente las interfaces entre las diferentes empresas dentro de la cadena de suministro, lo que a su vez aumenta la efectividad y reduce los costes.

## Problemas de la administración y de la inexactitud de la cadena de suministro
Según una inspección realizada por Andersen (1996)[cita requerida], en una tarde típica en un supermercado de Estados Unidos, el 8,2% de los artículos están agotados y este número casi se duplica para los artículos que se anuncian. El costo de stockouts en supermercados de Estados Unidos se estima entre 7 y 12 mil millones de dólares de ventas[cita requerida]. En el mismo estudio, se estimó que un 33% de artículos fuera de venta están localizados en la tienda, pero no en la ubicación correcta. Antes de ser almacenado en estantes, los artículos pasan por varios procesos que son el sistema del suministro, el proceso de preparación del orden, y el embarque y el proceso de recepción. 
Una vez recibidos en el almacén, todos los productos se almacenan inicialmente dentro del backroom. Después, el estante es abastecido de nuevo de vez en cuando durante la temporada de venta, dado que el espacio de estante de venta al por menor es limitado. Durante estos procesos, los errores de ejecución que pueden ocurrir disminuirían la disponibilidad de productos en los estantes.
Se pueden distinguir dos causas de la poca disponibilidad del producto: 
- Una porción de productos pedidos no es recibida por el almacén,
- Todos los productos pedidos se reciben pero una porción no está disponible en el estante debido a los problemas internos de la organización del almacén. En el segundo caso, el almacén puede aparentar carecer de un producto, cuando de hecho el producto está disponible en la parte posterior del almacén, o colocado en el estante incorrecto.

## Automatización logística
La automatización logística es la aplicación de programas informáticos o equipos automatizados a las operaciones logísticas para mejorar su eficacia. Esto se aplica normalmente a las operaciones dentro de un almacén o centro de distribución, con tareas más amplias realizadas por los sistemas de diseño de la cadena de suministro y los sistemas de planificación de recursos empresariales. 
Los sistemas de automatización logística pueden complementar eficazmente las capacidades proporcionadas por estos sistemas informáticos de nivel superior. Centrarse en un único nodo dentro de una red logística más amplia permite personalizar al máximo los sistemas para satisfacer los requisitos de ese nodo.
La optimización dinámica de las rutas se ajusta mejor a la realidad del día de entrega en comparación con las rutas estáticas que se planifican trimestral o anualmente y permanecen invariables.
El software o las soluciones SaaS basadas en la nube se utilizan para la automatización logística y ayudan a la industria de la cadena de suministro a automatizar el flujo de trabajo y a gestionar el sistema. El personal de Knowledge Wharton señaló en 2011 que algunos fabricantes y minoristas sobrevivieron a la recesión económica mundial de 2008 "suscribiéndose a servicios logísticos de pago disponibles a través de la "nube" de Internet". Han identificado los beneficios y reducido los costes asociados al intercambio de información sobre suministros con proveedores, transportistas y usuarios finales.
Hay poco software generalizado disponible en este mercado. Esto se debe a que no existen reglas para generalizar el sistema ni el flujo de trabajo, aunque las prácticas sean más o menos las mismas. La mayoría de las empresas comerciales utilizan algún tipo de solución "lista para usar" u otra. 
Pero hay varias soluciones informáticas que se utilizan en los departamentos de logística. En la logística existen varios departamentos, a saber: departamento convencional, departamento de contenedores, almacén, construcción naval, transporte pesado.